# Choroba posurowicza
Choroba posurowicza (łac. morbus postsericus, ang. serum sickness) – choroba autoimmunologiczna, której przyczyną jest wprowadzona pozajelitowo obcogatunkowa surowica. W jej przebiegu główną rolę odgrywają krążące kompleksy immunologiczne, które doprowadzają do miejscowych stanów zapalnych w śródbłonku (reakcja nadwrażliwości typu III). Najczęściej doprowadza do niej podanie końskiej surowicy przeciwtężcowej lub surowicy przeciwbłoniczej, preparatów jodowych, penicyliny, sulfonamidów albo cefazoliny.

## Objawy i przebieg
Choroba objawia się w ciągu 7-17 dni od wstrzyknięcia następującymi objawami:
- Objawy początkowe (wyprzedzają pozostałe o 24-72 h):
  - zaczerwienienie okolicy miejsca nakłucia
  - miejscowy obrzęk
- Objawy ogólne:
  - gorączka
  - ból i obrzęk stawów
  - wysypka[2]
  - bóle mięśni
  - biegunka
  - powiększenie węzłów chłonnych
  - ból brzucha

Laboratoryjnie można stwierdzić nieznaczną leukocytozę, eozynofilię, przyspieszenie OB i albuminurię.
Choroba przebiega łagodnie i często przechodzi samoistnie w ciągu kilku dni.

## Powikłania
- zapalenie nerwów
- zapalenie naczyń
- kłębuszkowe zapalenie nerek[1].

## Leczenie
W leczeniu stosuje się leki przeciwhistaminowe i adrenalinę.